# تخصص (پزشکی)

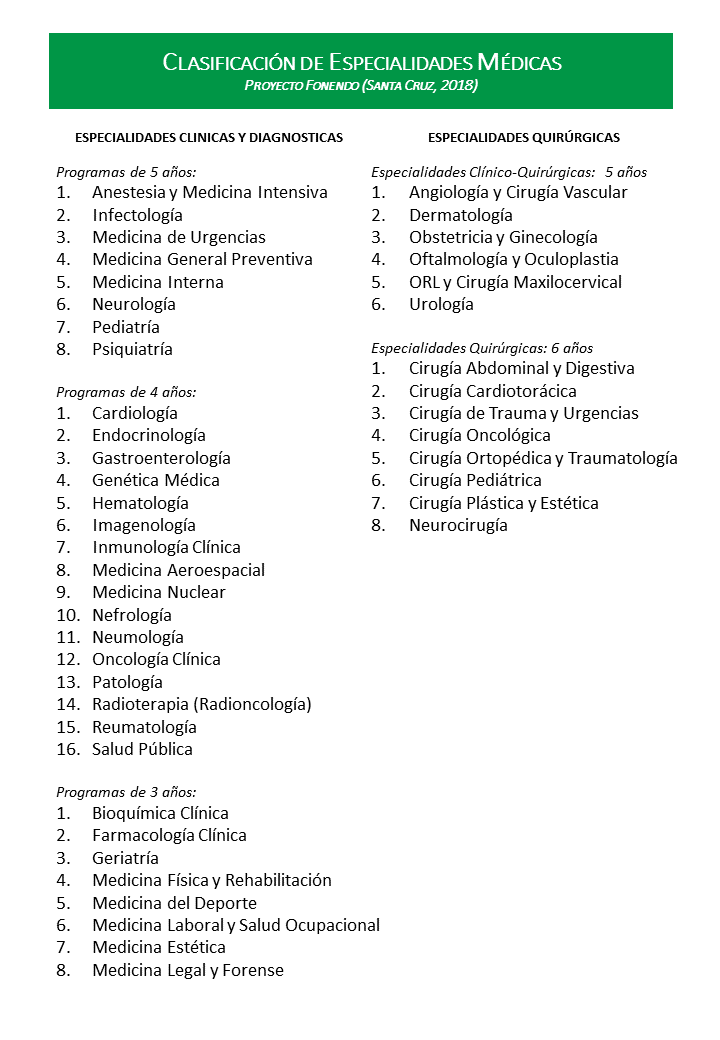
تخصص های پزشکی بر اساس معیارهای کاملاً تعریف شده طبقه بندی می شوند. A- با توجه به درجه مداخله. B- با توجه به سن یا جنسیت بیماران. C- با توجه به دستگاه ها یا سیستم ها D- با توجه به نواحی تشریحی و شکمی. E- با توجه به نیازهای اساسی اپیدمیولوژیک. F- بر اساس نیازهای اپیدمی خاص.

تخصص یکی از مراحل تحصیل علوم بالینی است که دکتران عمومی پس از اتمام تحصیلات خود در دانشکده پزشکی ، به طور معمول تحصیلات تکمیلی خود در یک تخصص خاص آغاز می‌کنند، که پس از طی این دوره که به رزیدنتی موسوم است، تبدیل به یک متخصص در همان تخصص خاص می‌شوند.

## تاریخچه
تا حدودی می‌توان گفت پزشکان مدت‌هاست که تخصص دارند. به گفته جالینوس، تخصص در بین پزشکان رومی رایج بود. سیستم خاص تخصص‌های پزشکی مدرن به تدریج در قرن نوزدهم تحول یافت اما به رسمیت شناختن غیررسمی تخصص پزشکی در جوامع قبل از رسمی شدن آن انجام شده‌است. تقسیم‌بندی تخصص‌های پزشکی در هر کشور متفاوت و تا حدی دلخواه است.

## درآمد
میانگین حقوق سالانه یک پزشک متخصص در آمریکا در سال ۲۰۰۶ معادل ۱۷۵٬۰۱۱ دلار و برای جراحان ۲۷۲٬۰۰۰ دلار بود.
در جدول زیر میزان متوسط حقوق دریافتی پزشکان متخصص مختلف امریکا در ژوئیه ۲۰۱۰ به تفصیل ذکر شده‌است. همچنین به‌طور میانگین ساعات کار هفتگی برای پزشکان تمام وقت (داده‌های ۲۰۰۳) آورده شده‌است.
| تخصص                   | درآمد میانگین (دلار) | میانگین ساعات کار در هفته | نسبت درآمد به ساعت |
| ---------------------- | -------------------- | ------------------------- | ------------------ |
| بیهوشی                 | ۳۳۱٬۰۰۰ تا ۴۲۳٬۵۰۷   | ۶۱                        |                    |
| پوست                   | ۳۱۳٬۱۰۰ تا ۴۸۰٬۰۸۸   | ۴۵٫۵                      | ۱۰۳                |
| طب اورژانس             | ۲۳۹٬۰۰۰ تا ۳۱۶٬۲۹۶   | ۴۶                        | ۸۷                 |
| جراحی قلب              | ۲۱۸٬۶۸۴ تا ۵۰۰٬۰۰۰   | ۵۵                        |                    |
| پزشک خانواده           | ۱۷۵٬۰۰۰ تا ۲۲۰٬۱۹۶   | ۵۲٫۵                      | ۵۸                 |
| پزشکی داخلی            | ۱۸۴٬۲۰۰ تا ۲۳۱٬۶۹۱   | ۵۷                        | ۵۸                 |
| مغز و اعصاب            | ۲۱۳٬۰۰۰ تا ۳۰۱٬۳۲۷   | ۵۵٫۵                      | ۹۳                 |
| زنان و زایمان          | ۲۵۱٬۵۰۰ تا ۳۲۶٬۹۲۴   | ۶۱                        | ۸۳                 |
| چشم‌پزشکی               | ۱۵۰٬۰۰۰ تا ۳۵۱٬۰۰۰   | ۴۷                        |                    |
| ارتوپدی                | ۳۹۷٬۸۷۹ تا ۶۰۰٬۰۰۰   | ۵۸                        |                    |
| گوش و حلق و بینی       | ۱۹۱٬۰۰۰ تا ۳۹۳٬۰۰۰   | ۵۳٫۵                      |                    |
| جراحی دهان و فک و صورت | ۲۶۰٬۰۰۰ تا ۴۴۰٬۲۱۰   | ۵۳                        |                    |
| کودکان                 | ۱۶۰٬۱۱۱ تا ۲۲۸٬۷۵۰   | ۵۴                        | ۶۹                 |
| پودیاتری               | ۱۷۰٬۸۰۰ تا ۳۱۵٬۱۵۰   | ۴۵                        | ۸۰                 |
| روان‌پزشکی              | ۱۷۳٬۸۰۰ تا ۲۴۸٬۱۹۸   | ۴۸                        | ۷۲                 |
| رادیولوژی              | ۳۷۷٬۳۰۰ تا ۴۷۸٬۰۰۰   | ۵۸                        |                    |
| جراحی عمومی            | ۲۸۴٬۶۴۲ تا ۳۸۳٬۳۳۳   | ۶۰                        |                    |
| اورولوژی               | ۳۳۱٬۱۹۲ تا ۴۴۳٬۵۱۸   | ۶۰٫۵                      |                    |
| جراحی مغز و اعصاب      | ۳۵۰٬۰۰۰ تا ۷۰۵٬۰۰۰   |                           | ۱۳۲                |
| جراحی پلاستیک          | ۲۶۵٬۰۰۰ تا ۵۰۰٬۰۰۰   |                           | ۱۱۴                |
| گوارش                  | ۲۵۱٬۰۲۶ تا ۳۹۶٬۴۵۰   |                           | ۹۳                 |
| ریه                    | ۱۶۵٬۰۰۰ تا ۳۶۵٬۸۷۵   |                           | ۷۲                 |

## در ایران
تخصص های پزشکی:
1. پزشکی اجتماعی
2. بیماری‌های داخلی
3. بیماری‌های مغز و اعصاب
4. بیماری‌های قلب و عروق
5. بیماری‌های عفونی و گرمسیری
6. زنان و زایمان
7. پزشکی کودکان
8. روان‌پزشکی
9. جراحی عمومی
10. ارتوپدی
11. جراحی کلیه و مجاری ادراری
12. جراحی مغز و اعصاب
13. چشم‌پزشکی
14. جراحی گوش و حلق و بینی
15. بیهوشی
16. بیماری‌های پوست
17. طب اورژانس
18. طب کار
19. پزشکی قانونی
20. پزشکی فیزیکی و توانبخشی
21. پزشکی ورزشی
22. پزشکی هسته‌ای
23. پرتوشناسی
24. رادیواُنکولوژی
25. آسیب‌شناسی
26. پزشکی هوافضا و زیرسطحی
27. جراحی قلب
28. جراحی قفسه صدری
29. رادیولوژی

تخصص های دندانپزشکی: 
۱.جراحی دهان و فک و صورت
۲. بیماری های دهان و فک و صورت
۳. جراحی لثه
۴.ریشه درمانی
۵.پروتز درمانی
۶.دندانپزشکی کودکان
۷.دندانپزشکی ترمیمی و زیبایی
۸.آسیب شناسی دهان و فک و صورت
۹.رادیلوژی دهان و فک و صورت
۱۰. ارتودنسی